# Енвер Букіч
Енвер Букіч (2 грудня 1937, Баня-Лука) – словенський шахіст, гросмейстер від 1976 року.

## Шахова кар'єра
У 1970-х роках належав до розширеної когорти югославських шахістів. У 1970, 1973 i 1977 роках тричі грав за збірну тієї країни під час командних чемпіонатів Європи, здобувши у командному заліку дві медалі: срібну (1973) i бронзову (1977). Неодноразово брав участь у фіналах індивідуальних чемпіонатів Югославії, тричі здобувши срібні медалі (Кралево 1967, Пореч 1974, Бор 1976). На міжнародній арені досягнув успіху, зокрема, в таких містах як: Белград (1968, посів 1-ше місце), Вршац (1975, меморіал Борислава Костіча, поділив 1-ше місце разом з Ніно Кіровим), Ульм (1975, поділив 1-ше місце), а також Тузла (1979, посів 1-ше місце).
Однією з найсильніших партій Енвера Букіча був поєдинок проти чемпіона світу Михайла Таля, зіграний під час матчу Югославії проти СРСР у Будві 1967 року. У позиції на діаграмі білі застосовують ефектну комбінацію:
1.S:f5! S:f5 2.G:f5 Wc8 3.H:c8!! G:c8 4.G:c8 We1+ 5.Kf2 і через кільках ходів чорні здалися.
Найвищий рейтинг у кар'єрі мав 1 січня 1976 року, досягнувши 2500 пунктів ділив тоді 80-84-те місце в світовій класифікації ФІДЕ, водночас посідав 10-те місце серед югославських шахістів.
Від 2000 року не виступає на турнірах під егідою ФІДЕ.

## Зміни рейтингу
| На цьому місці має відображатися графік чи діаграма, однак з технічних причин його відображення наразі вимкнено. Будь ласка, не видаляйте код, який викликає це повідомлення. Розробники вже працюють для того, щоби відновити штатне функціонування цього графіка або діаграми. | |
| | На цьому місці має відображатися графік чи діаграма, однак з технічних причин його відображення наразі вимкнено. Будь ласка, не видаляйте код, який викликає це повідомлення. Розробники вже працюють для того, щоби відновити штатне функціонування цього графіка або діаграми. |